# Didymocantha vittata
Didymocantha vittata är en skalbaggsart som beskrevs av Thomas Broun 1893. Didymocantha vittata ingår i släktet Didymocantha och familjen långhorningar. Inga underarter finns listade i Catalogue of Life.